# Pecuk (Pakel)
Pecuk is een bestuurslaag in het regentschap Tulungagung van de provincie Oost-Java, Indonesië. Pecuk telt 1153 inwoners (volkstelling 2010).